# NGC 1492
NGC 1492 في الفهرس العام الجديد، هي مجرة، تقع في كوكبة النهر. اكتشفت في 1837 بواسطة جون هيرشل.

## روابط خارجية
- NGC 1492 على موقع ويكي سكاي: DSS2, SDSS, GALEX, IRAS, Hydrogen α, X-Ray, Astrophoto, Sky Map, Articles and images